# Евелін Флемінг
Евелін Беатрис Сен-Круа Роуз, у шлюбі була відома як Ева Флемінг; 1885 — 27 липня 1964) — англійська світська левиця, мати письменників Пітера та Яна Флемінгів і віолончелістки Амарілліс Флемінг.
Евелін походила з дуже поважного сімейства та була одружена з Валентайном Флемінгом — сином шотландського фінансиста Роберта Флемінга, у шлюбі з яким стала матір'ю чотирьох синів. Чоловік загинув під час Першої світової війни, залишивши сім'ї велику спадщину, з якої Евелін належав будинок у Лондоні та солідна пенсія. Більше вона не одружувалась, а через шість років народила дочку Амарілліс від художника Огастеса Джона.
Евелін була основною рушійною силою у житті синів. Вона ж намагалася вибити їм спадщину діда, оскільки саме її діти, як нащадки старшого сина Роберта, були першочерговими спадкоємцями; попри її старання, Роберт заповів свій величезний статок дружині, яка потім розділила його між своїми дітьми, які залишилися.
Евелін померла у 1964 році за два тижні до смерті сина Яна.

## Життєпис
Евелін Сен-Круа Роуз народилася у 1885 році у Кенсінгтоні у сім'ї світового судді Джорджа Альфреда Сен-Круа Роуза та Беатрис Квейн. За батьком вона була онукою сера Філіпа Роуза, консультанта з юридичних питань прем'єр-міністра Дізраелі; по матері — сера Річарда Квейна, провідного лондонського хірурга та редактора відомого «Медичного словника». Крім Евелін, у сім'ї була донька Кейтлін і двоє синів — Айвор і Гарткорт. Айвор навчався в Ітоні, а Гарткорт — окрім Ітона, здобував освіту й в Оксфорді, де познайомився з Валентайном Флемінгом, майбутнім чоловіком Евелін.
15 лютого 1906 року Евелін одружилася з Валентайном Флемінгом, сином шотландського фінансиста Роберта Флемінга, який заснував шотландсько-американський інвестиційний траст і торговий банк Robert Fleming & Co та Кейт Гіндмарш, доньки офіцера податкового управління. Згідно з сімейною легендою, Валентайн й Евелін зустрілися на балу в Оксфорді; ба більше, батько Евелін захоплювався регатою, в якій також брав участь Валентайн, а сама Евелін часто відвідувала змагання, аби підтримати батька. Евелін була повною протилежністю Валентайна: вона грала на скрипці та непогано писала аквареллю, тоді як жоден представник сімейства Флемінгів не мав хисту ні до музики, ні до мистецтва. Крім того, Евелін була легковажною та марнотратною, відрізнялася снобізмом і марнославством.
Попри початкову незгоду з вибором нареченої, батько Валентайна перевів на рахунок сина чверть мільйона фунтів невдовзі після весілля; за ці гроші сімейство придбало кілька будинків, два з яких розташовувалися по сусідству з володіннями батьків Валентайна. У будинку в Мейфері, що знаходився за рогом будинку Флемінгів-старших, з'явилися на світ старші сини Евелін — Пітер та Ян. Перші роки після народження старших синів сім'я проводила у Барз'єрс-парк, який був воістину дитячим раєм з численними ігровими кімнатами та великими ігровими майданчиками на свіжому повітрі, і в Пітт-гаусі, едвардіанському особняку на Гампстед-гіт. У сім'ї Евелін отримала відразу кілька прізвиськ: Міві (англ. Miewy), Мі (англ. Mie) й Ем (англ. M).
У 1914 році з початком Першої світової війни Валентайн, який до цього був членом парламенту від Генлі, приєднався до ескадрону С Королівського оксфордширського гусарського полку, де отримав звання майора. Незадовго до відряджання на фронт Валентайн підписав заповіт, в якому його вдові діставався будинок неподалік Гампстед-гіт, а також солідна пенсія, яка могла бути урізана у разі повторного шлюбу Евелін; більша частина майна була передана у траст для забезпечення добробуту чотирьох синів Валентайна та їх майбутніх сімей. До 1917 року служба Валентайна проходила в тилу; у вихідні він грав у поло, а восени 1914 року він кілька днів провів з Евелін, яка відвідала його. Валентайна було вбито під час німецького обстрілу на західному фронті 20 травня 1917 року; Вінстон Черчилль, який був близьким другом Флемінга-старшого і брат якого служив разом з Валентайном на початку війни, написав некролог, надрукований у «Таймс». Валентайн був посмертно нагороджений орденом «За видатні заслуги». Оскільки сім'ї належав маєток в Арнсдейлі, ім'я Валентайна значиться на військовому меморіалі у Гленелгі.
Після смерті чоловіка Евелін на деякий час віддалилася від дітей: її сини кілька місяців провели у будинку батьків Валентайна, лише у вихідні залишаючи його, щоб відвідати матір, яка весь час проводила у лондонському будинку. Пізніше Валентайн фактично був зведений у ранг святого в сім'ї: Евелін часто ставила чоловіка дітям у приклад, а його лоулендське походження більше не було чимось поганим; за настановою матері Пітер і Ян закінчували вечірню молитву словами «… і прошу, дорогий Господи, дозволь мені вирости схожим на Мокі».
Як до, так і після смерті Валентайна, Евелін була головною рушійною силою у житті синів, особливо Яна. У листопаді 1914 року, коли Валентайн пішов на війну, Евелін влаштувала Яна та Пітера в підготовчу школу Дарнфорд у Дорсеті; ця школа славилася тим, що готувала своїх випускників до вступу в Ітон, куди, своєю чергою, стопами свого батька повинні були попрямувати Пітер і Ян. Евелін підтримувала безпосередній контакт з директором школи Томом Пеллаттом. У 1927 році Евелін відправила Яна, який кинув навчання в Ітоні та військовому коледжі у Сандгерсті, в Теннерхоф в австрійському Кіцбюелі — невелику приватну школу, якою керували послідовник адлеріанства та колишній британський шпигун Ернан Форбс Денніс і його письменниця-дружина Філліс Боттом; тут Ян повинен був підготуватися до можливої роботи у міністерстві закордонних справ. Ян подав заявку на вступ до міністерства закордонних справ, але провалив іспити. Евелін знову втрутилася у справи сина, домовившись у жовтні 1931 року з сером Родеріком Джонсом, керівником новин Reuters, про посаду помічника редактора та журналіста для Яна. У жовтні 1933 року під тиском матері та інших членів сім'ї Ян перейшов на роботу у банківську сферу, представником якої був брат Евелін — Гарткорт.
Завдяки своєму впливу на сина, Евелін, як припускає біограф Яна Флемінга Джон Пірсон, могла бути однією з прототипів персонажки глави МІ-6 — М; на це вказує як характер персонажки — одночасно строгий і добрий, що вселяє почуття страху та любові — так і те, що персонажка названа одним із сімейних прізвиськ Евелін.

### Вдовство
У 1920-х роках в Евелін почався пристрасний роман з художником Огастесом Джоном. Їй ще не було сорока і вона була багата, тому для Джона вона була не лише прекрасною коханкою, а й покровителькою. А втім, Огастес зберіг стосунки й з іншими коханками. Евелін розраховувала одружитися з ним, але коли стало очевидно, що її надії марні, наважилася завести від нього дитину. Через шість років після смерті чоловіка вона народила доньку Амарілліс. Проте це не допомогло втримати Джона від зрад. Коли одна з моделей і за сумісництвом коханок Огастеса народила дочку Зої, Евелін виявила бажання удочерити її, а коли отримала відмову від матері дівчинки, без її відома відвезла дитину на північ Уельсу, звідки була повернута Огастесом. Власну доньку Евелін довгий час приховувала від суспільства, а персоналу, який доглядав дівчинку, наказала говорити всім, що вона удочерила Амарілліс. Після розставання з Джоном Евелін всю свою увагу та турботу приділяла доньці, фактично відсунувши решту своїх дітей на другий план.
У липні 1933 року помер батько Валентайна. Незадовго до його смерті Евелін відвідала свекра, сподіваючись вибити спадщину для своїх синів: вона нагадала Роберту, що саме її четверо синів — діти його старшого сина, а отже мають більше прав на спадщину діда. Однак, попри старання Евелін, Роберт заповідав все своє майно, яке оцінювалось у три мільйони фунтів, трасту своєї вдови, яка потім розділила спадщину між своїми трьома дітьми, які залишилися.
На початку 1950-х років Евелін придбала будинок на Багамах і з того часу проводила тут більшу частину року.
Евелін померла 27 липня 1964 року за два тижні до смерті сина Яна. Особистий статок Евелін на момент смерті становив приблизно 101 тисячу фунтів, більшу частину якого успадкувала Амарілліс.

## Потомство
У шлюбі з Валентайном Евелін народила чотирьох синів:
- Роберт Пітер (1907—1971) — автор подорожніх нарисів. Під час Другої світової війни Пітер служив у гренадерській гвардії, пізніше був переведений під командування Коліна Габбінса, де допомагав створювати допоміжні підрозділи та займався операціями у Норвегії та Греції[29]. Був одружений з акторкою Селією Джонсон, від якої мав сина і двох дочок.
- Ян Ланкастер (1908—1964) — автор романів про Джеймса Бонда, служив в управлінні військово-морської розвідки Великої Британії та брав участь у створенні та подальшому нагляді над двома розвідувальними підрозділами — 30 штурмовим підрозділом[30][31] й експлуатаційним підрозділом T-Force[30]. Був одружений з Енн О'Ніл, від якої мав сина та доньку.
- Річард Евелін (1911—1977) — голова сімейного банку Robert Fleming & Co у 1960-х і 1970-х роках. Помер від серцевого нападу[32]. Був одружений з високоповажною Дороті Гермон-Годж, від якої мав вісім дітей.
- Майкл Валентайн Пол (1913—1940) — біржовий маклер. Коли він розпочав свою кар'єру, вибухнула Друга світова війна; Майкл вступив в Оксфордширську та Бекінгемширську легку піхоту, потрапив у полон у Нормандії у 1940 році та помер від ран того ж року. Був одружений з Летицією Бланш Босуїк, від якої мав чотирьох дітей[32].

Від Огастеса Джона:
- Амарілліс Марія Луїза (1925—1999[33]) — професійна віолончелістка[34]. Одружена не була, дітей не мала.

## У культурі
У британсько-американському драматичному мінісеріалі 2014 року «Флемінг: Людина, яка хотіла стати Бондом» роль Евелін виконала Леслі Менвілл.